# Kathedrale von Potenza

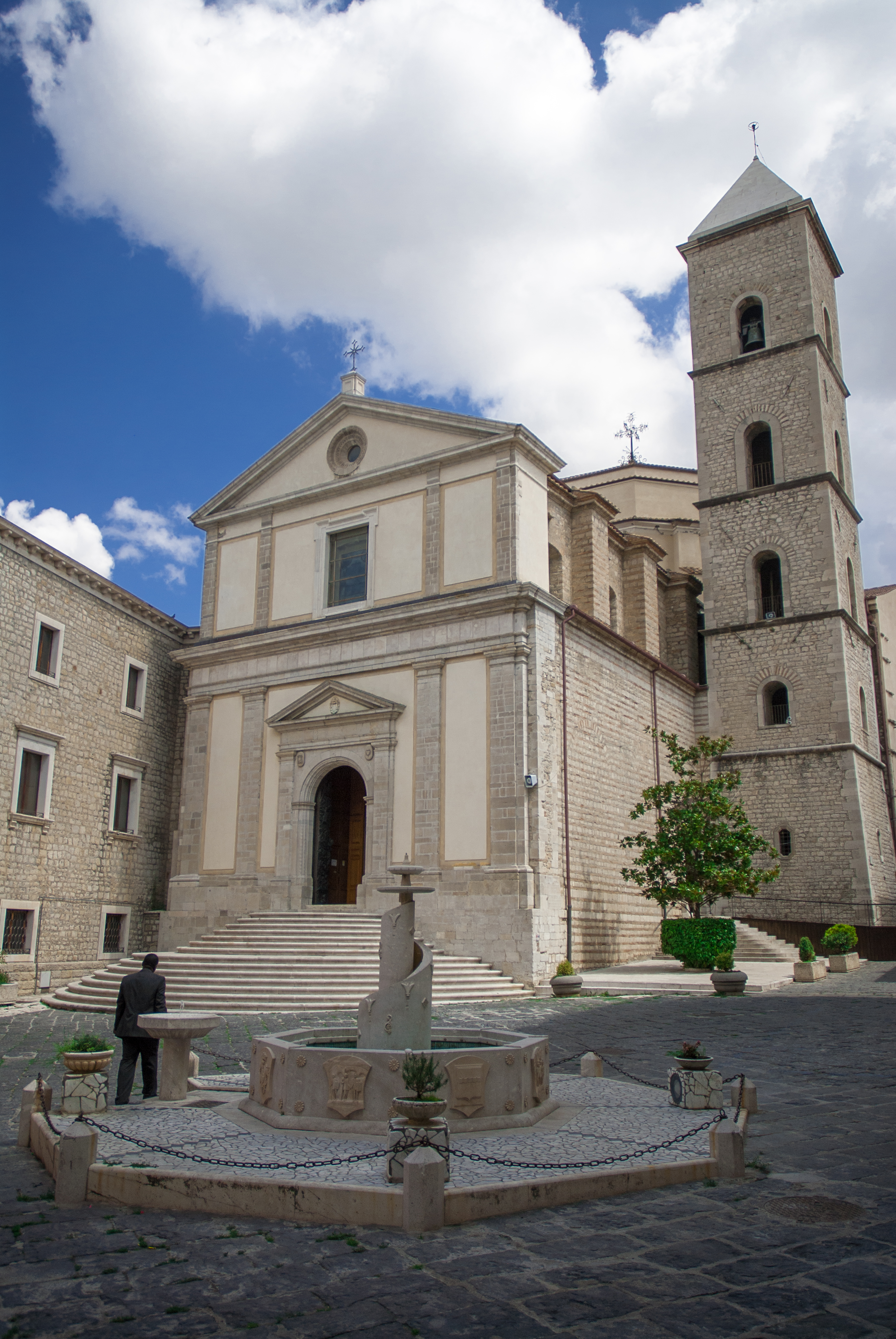
Kathedrale von Potenza

Die Kathedrale von Potenza (Basilica Cattedrale di S. Maria Assunta e S. Gerardo Vescovo) ist ein römisch-katholisches Kirchengebäude im historischen Zentrum von Potenza, Hauptstadt der süditalienischen Region Basilikata. Die Kathedrale des Erzbistums Potenza-Muro Lucano-Marsico Nuovo besitzt den Titel einer Basilica minor und ist – neben der Aufnahme Marias in den Himmel – dem Stadtpatron und früheren Bischof Gerard della Porta gewidmet. Die ursprünglich romanische Kirche erhielt Ende des 18. Jahrhunderts eine klassizistische Gestaltung.

## Geschichte

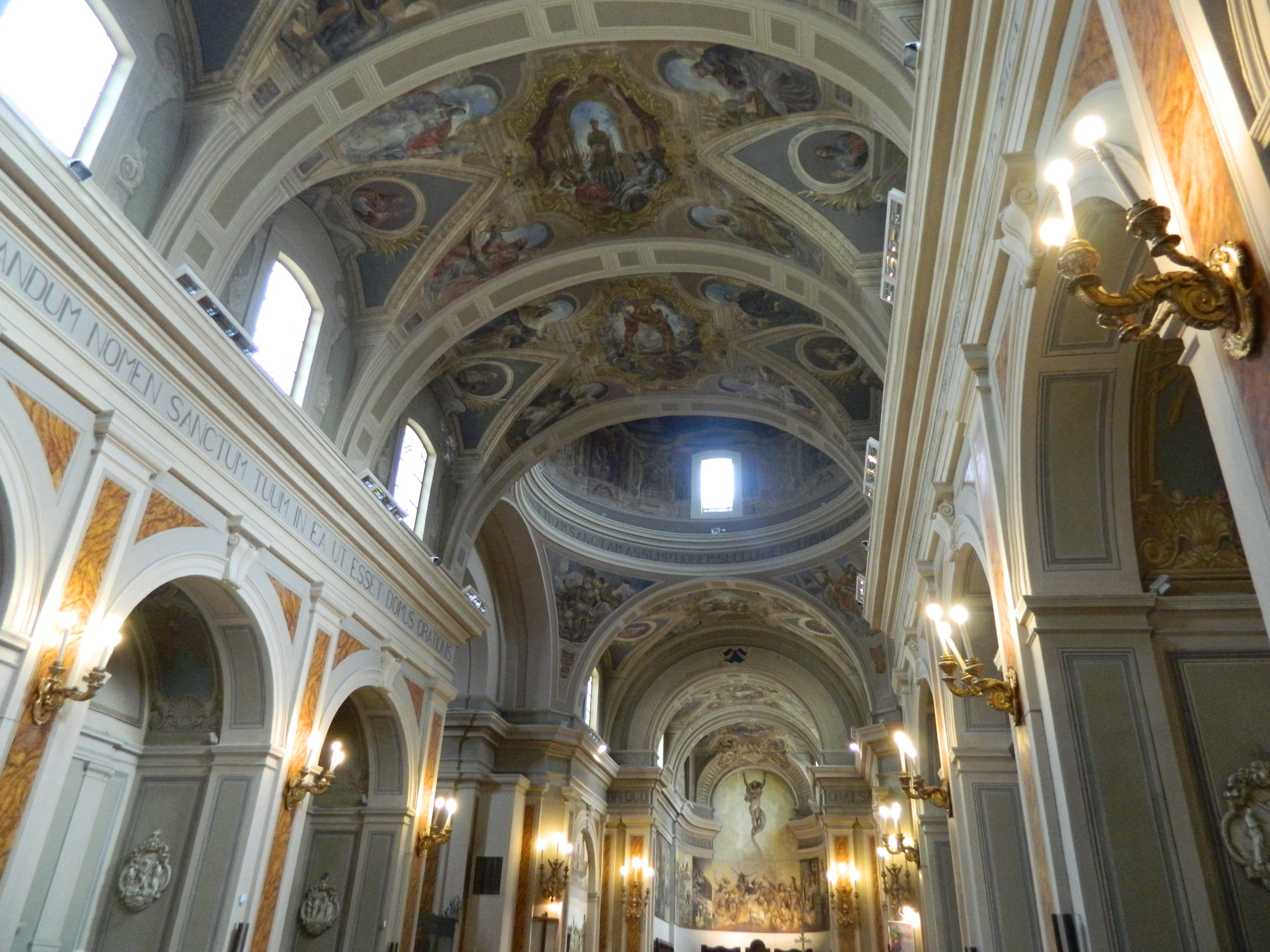
Innenraum

Der Ort war bereits zu römischer Zeit besiedelt, wie verschiedene Fundamente belegen. Nach einer frühchristlichen Kirche wurde die Kathedrale im 12. bis 13. Jahrhundert unter Bischof Bartholomäus errichtet. Eine dreischiffige Kirche wurde im romanischen Stil erbaut und erhielt ihre steinerne Fassade zwischen 1197 und 1200. Die Kathedrale wurde um 1250 weiter ausgebaut. In jenem Jahr errichtete Bischof Oberto eine Kapelle und stellte darin eine Statue des hl. Gerard auf. Eine weitere Kapelle wurde im Jahr 1256 errichtet, hier wurde Bischof Oberto begraben. Jahr 1645 wurden die Reliquien der hln. Genuaria von Bischof Michele de Torres in die Kirche gebracht. Die alte romanische Kirche besaß etwa fünfundzwanzig Altäre und Kapellen.
Der Innenraum der Kathedrale wurde zwischen 1783 und 1799 von dem Vanvitelli-Schüler Antonio Magri im Auftrag des Bischofs Andrea Serao zu einem klassizistischen Gebäude umgebaut. Der Glockenturm stammt aus dem 19. Jahrhundert. Der alte Glockenturm wurde bei einem Erdbeben in der Basilikata im Jahr 1826 schwer beschädigt. Der errichtete Neubau mit zunächst drei Etagen wurde erst im 20. Jahrhundert um eine vierte Etage und dann mit einem Helm erhöht. Nach einem schweren Erdbeben 1857 musste die Kathedrale bei der Instandsetzung teilweise abgerissen werden und wurde danach nur einschiffig wieder aufgebaut. Weitere Restaurierungen nach Erdbeben erfolgten in den 1930er Jahren und nach Bombenschäden des Zweiten Weltkriegs.
Nach dem verheerenden Erdbeben in der Irpinia 1980  wurde die Kathedrale nach Restaurierungen erst 1985 wieder eröffnet. Im November 1980 wurde sie durch Papst Johannes Paul II., der sie im April 1991 anlässlich der Eröffnung der 14. Diözesansynode besuchte, in den Rang einer Basilika minor erhoben.

## Architektur

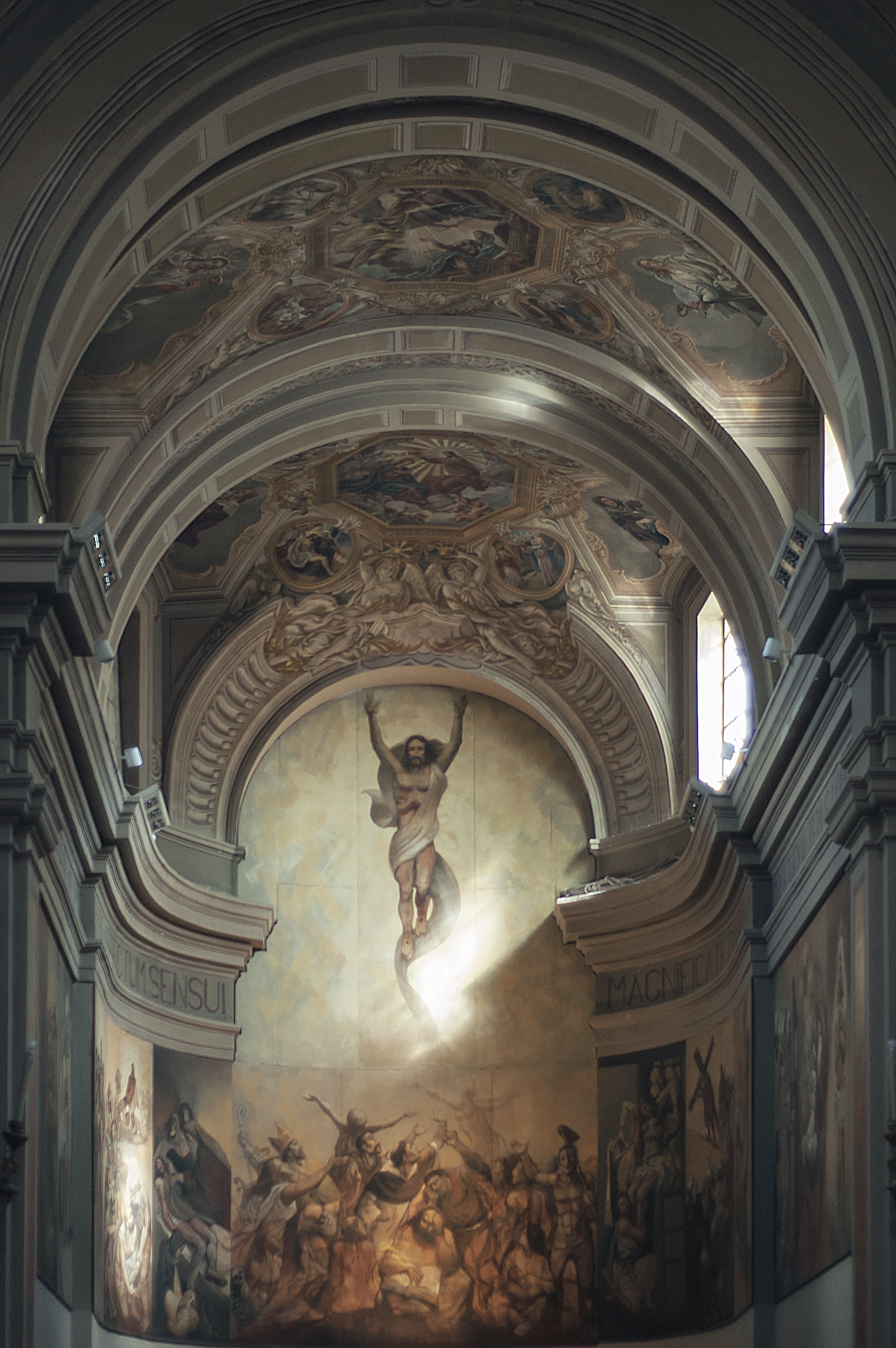
Chorraum

Die Kathedrale liegt zentral an einem der höchsten Punkte der Stadt, auf seiner linken Seite liegt der Bischofspalast. Zum Eingang führt eine breite, halbrunde Treppe. Das architravierte Portal besitzt ein kalksteinernes Tympanon mit dem Wappen des Bischofs Bonaventura Claverio (1646–1672). Die Bronzetüren wurden 1978 von dem Bildhauer Giovanni Niglia geschaffen. Ein hoher Sockel trägt ein doppeltes Paar Lisenen aus quadratischem und geglättetem Stein mit ionischen Kapitellen, die durch ein doppeltes Gesims verbunden sind. Darüber gliedern zwei weitere Pilasterpaare die zweite Ebene der Fassade, in deren Mitte sich ein großes Fenster mit hellem Mauerwerk befindet. Über dem letzten Gesims öffnet sich mittig ein kleines Rundfenster, das als das letzte Überbleibsel der älteren Kirche aus dem 13. Jahrhundert vermutet wird. Die Seitenwände wie der Glockenturm sind aus Naturstein, der sich an der rechten Seite vor dem Querschiff über fünf Stockwerke zum pyramidenförmigen Helm erstreckt und große, einflügelige Fenster aufweist.
Das Innere der Kirche ist einschiffig auf einem kreuzförmigen Grundriss, wobei die Querschiffe etwas unsymmetrisch dimensioniert sind. Die Kathedrale ist 50 Meter lang und 7,5 Meter breit. Der rechte und linke Arm des Querschiffs sind 13,50 bzw. 19,70 m lang. Das Langhaus ist durch Querbögen auf Strebepfeilern in vier Joche gegliedert. Daran schließt sich die Vierungskuppel auf einem von vier Fenstern beleuchteten, achteckigen Tambour an. Nach dem Querhaus folgt der zweijochige, etwas eingezogene Chor, der mit einer runden Apsis schließt. Die Decken sind von der Kuppel auf den Pendentifs ausgehend als Tonnengewölbe ausgeführt, beleuchtet durch eingeschnittene Lünetten.

## Ausstattung

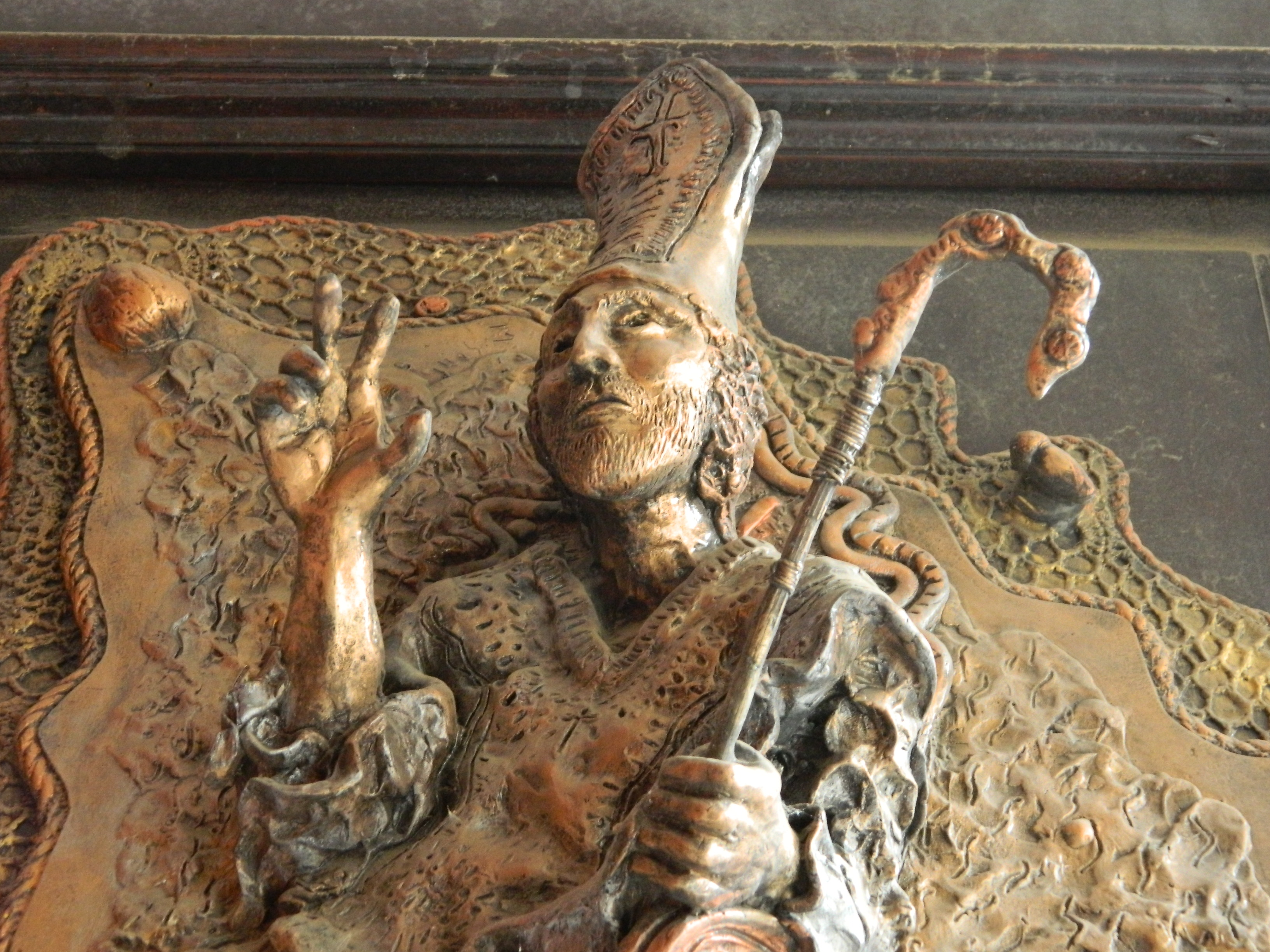
Statue des hl. Gerard

Die Kathedrale ist in klassizistischer Art umfangreich ausgemalt. Die halbrunde, schmale und langgestreckte Apsis schließt mit Gemälden ab, die Szenen aus den Evangelien darstellen, und gipfelt im Gewölbeabschluss mit dem auferstandenen Christus, das 1980 von Onofrio Bramante gemalt wurde. Darunter steht der wertvolle Hochaltar aus polychromem Marmor aus einer neapolitanischen Werkstatt aus dem 18. Jahrhundert. An der linken Wand befindet sich ein großes polychromes Holzkruzifix aus dem 17. Jahrhundert. Die Kapelle auf der rechten Seite des Querschiffs ist dem hl. Gerhard, dem Schutzpatron der Stadt und der Diözese, gewidmet und wird durch ein Eisentor von 1864 verschlossen. Der Altar besteht aus polychromem Marmor aus der zweiten Hälfte des 18. Jahrhunderts und präsentiert die Urne mit den Reliquien des Heiligen. Über dem Altar befindet sich in einer mit Marmor umrahmten Nische eine mehrfarbige Holzstatue des hl. Gerard aus dem 16. Jahrhundert.